# Dzienisy (obwód miński)
Dzienisy, Denisy (biał. Дзенісы, Dzienisy; ros. Денисы, Dienisy) – wieś na Białorusi, w obwodzie mińskim, w rejonie stołpeckim, w sielsowiecie Litwa.

## Historia
W dwudziestoleciu międzywojennym leżały w Polsce, w województwie nowogródzkim, w powiecie wołożyńskim, w gminie Iwieniec. W 1921 miejscowość liczyła 229 mieszkańców, zamieszkałych w 37 budynkach, wyłącznie Polaków wyznania rzymskokatolickiego.
W czasie II wojny światowej 7 mieszkańców miejscowości dołączyło do Zgrupowania Stołpeckiego Armii Krajowej.
Po II wojnie światowej w granicach Związku Sowieckiego. Od 1991 w niepodległej Białorusi.